# Arlex Hurtado
Arlex Hurtado (Tumaco, Nariño, Colombia; 15 de febrero de 1999) es un futbolista colombiano. Juega como centrocampista y actualmente milita en el Leones de Nariño de la Categoría Primera C colombiana.

## Clubes
| Club             | País     | Año             |
| ---------------- | -------- | --------------- |
| Tigres sub-20    | México   | 2019            |
| Bogotá Fc        | Colombia | 2020            |
| Deportivo Pasto  | Colombia | 2021 - 2024     |
| Leones de Nariño | Colombia | 2025 - Presente |

- Datos: Q109423190